# Hrabstwo Garfield (Oklahoma)

Piramida wieku mieszkańców hrabstwa Garfield

Garfield – hrabstwo w stanie Oklahoma w USA. Założone w 1893 roku. Populacja liczy 60 580 mieszkańców (stan według spisu z 2000 roku).
Powierzchnia hrabstwa to 2745 km² (w tym 4 km² stanowią wody). Gęstość zaludnienia wynosi 21 osoby/km².
Nazwa hrabstwa pochodzi od nazwiska prezydenta Stanów Zjednoczonych Jamesa A. Garfielda.

## Miasta
- Bison (CDP)
- Breckenridge
- Carrier
- Covington
- Douglas
- Drummond
- Enid
- Fairmont
- Garber
- Hillsdale
- Hunter
- Kremlin
- Lahoma
- North Enid
- Waukomis